# Sanktuarium pielgrzymkowe św. Jana Nepomucena (Zelená Hora)
Sanktuarium pielgrzymkowe św. Jana Nepomucena (Zelená Hora) – jeden z najważniejszych kościołów pielgrzymkowych na terenie Moraw, znajdujący się na wzgórzu Zelená Hora w miejscowości Zdziar nad Sazawą (ok. 120 km od Pragi). W 1994 roku sanktuarium zostało wpisane na Listę światowego dziedzictwa UNESCO na podstawie kryterium I, II, IV.

## Historia
Św. Jan Nepomucen poniósł śmierć męczeńską w 1393 roku. W 1719 specjalna komisja powołana przez praskiego arcybiskupa badała jego zwłoki i odkrywszy dobrze zakonserwowany język duchownego, uznała to za dowód świętości. Beatyfikacja Jana Nepomucena w 1721, a potem kanonizacja w 1729, które upowszechniły jego kult, skłoniły opata klasztoru cystersów w miejscowości Žďár nad Sázavou - Vaclava Vejmluva - do budowy sanktuarium na Zelenej Horze (Zielonej Górze). 
Budowa rozpoczęta została już w 1719 roku, a przy pracach aktywnie uczestniczył opat, przydając projektowi świątyni znaczenie symboliczne. Konsekracja kościoła nastąpiła na rok przed zakończeniem prac budowlanych w 1721 roku.
Po kasacie zakonu Zelená Hora przez cały XIX wiek odgrywała rolę cmentarza, a grobowce z tego okresu wciąż znajdują się w obrębie murów okalających świątynię.

## Świątynia

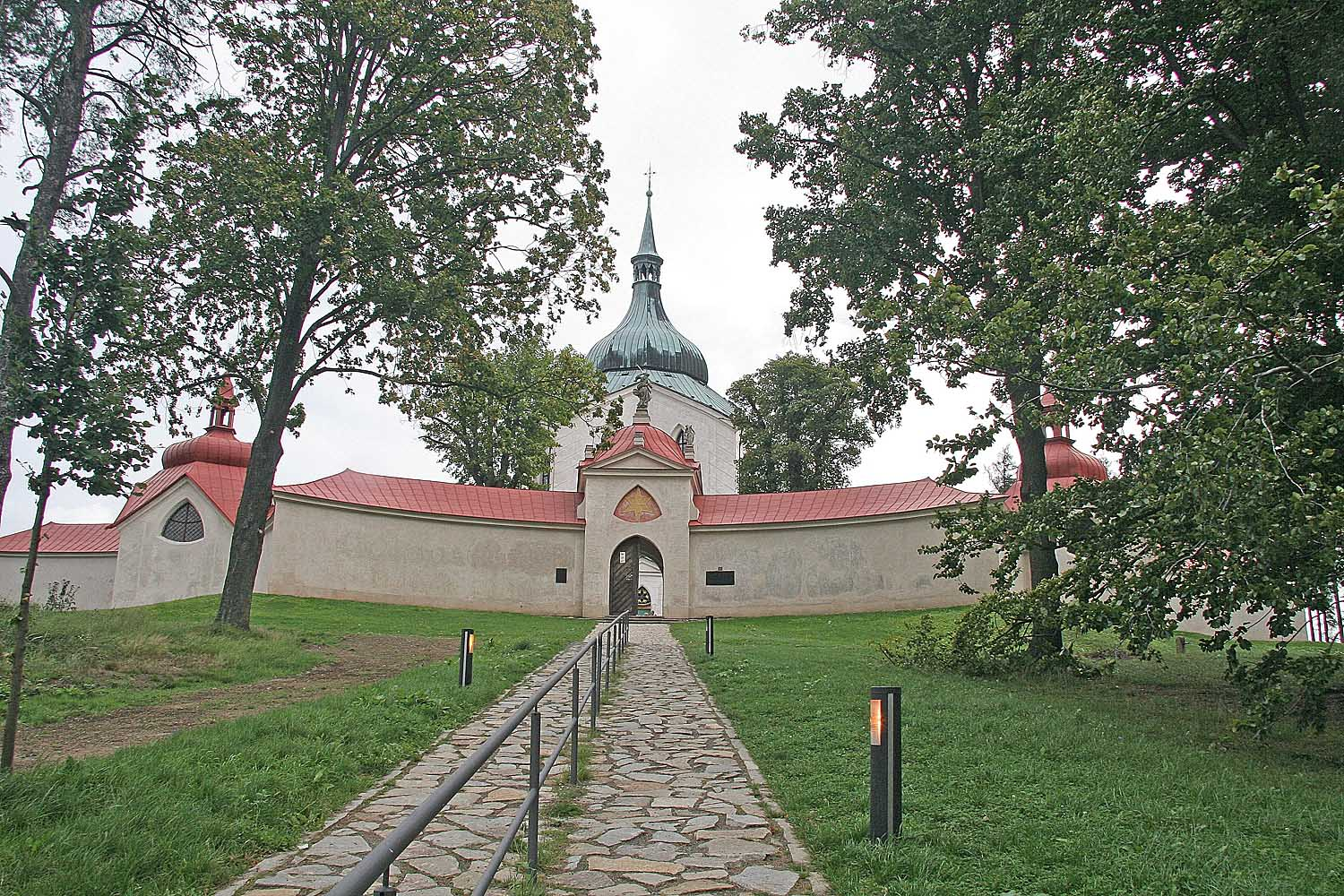
Wejście do sanktuarium

Miejsce kultu na Zelenej Horze zaprojektował Jan Blažej Santini-Aichel w tzw. barokowo-gotyckim stylu. Budowla zaplanowana została jako świątynia centralna i w jej wyglądzie zewnętrznym wyraźnie zaznacza się liczba 5: kompozycja pięcioramiennej gwiazdy, pięć wejść. Ta symbolika zachowana jest również we wnętrzu, gdzie mamy pięć ołtarzy (jeden główny i cztery ołtarze Ewangelistów), pięcioro aniołów w ołtarzu głównym. Symbolikę tę wyjaśnia pięć gwiazd (także znajdujące się w głównym ołtarzu), które według legendy, miały ukazać się nad głową Jana Nepomucena po jego śmierci.
Z zewnątrz budowla przedstawia cechy typowo gotyckie. Ostrołukowe okna i drzwi, przywodzące na myśl ręce złożone do modlitwy, czy niewielka ilość ozdób, nie wyrażają w pełni uroku wnętrza świątyni. Jej centralna część otwiera się na 5 niszy, w których znajdują się ołtarze, z pełnymi ekspresji barokowymi figurami. Szczególnie interesująco wyglądają 4 ołtarze boczne przedstawiające ewangelistów wraz z ich symbolami. Postacie otoczone są językami ognia, które dodatkowo dynamizują przedstawiane sceny. Ołtarz główny znajduje się w nawie wschodniej.

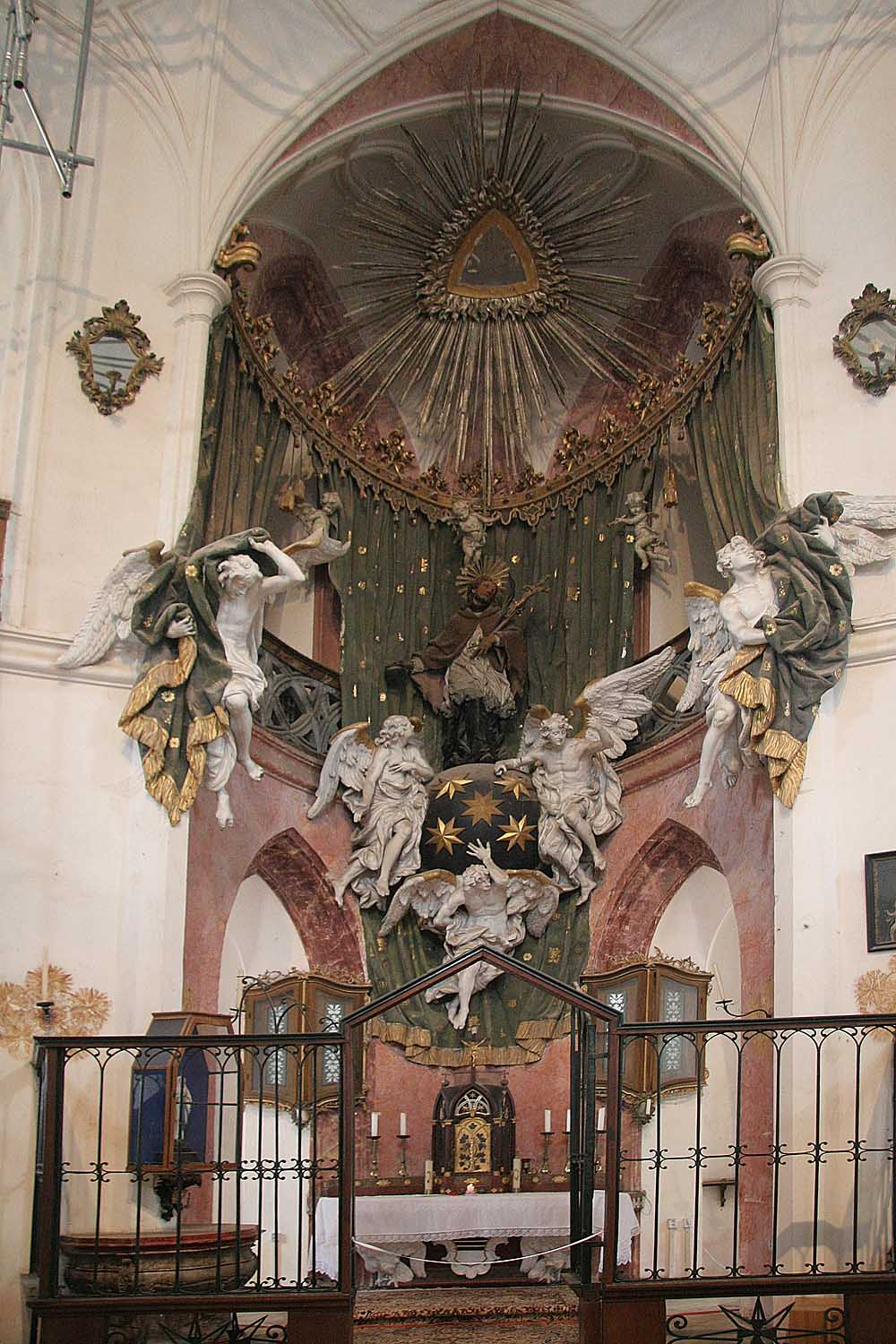
Ołtarz główny z figurą św. Jana Nepomucena i wyraźnie zaznaczoną symboliką

To niezwykłe połączenie gotyku i baroku stało się jednym z głównych powodów, dla których świątynia została wpisana na Listę światowego dziedzictwa UNESCO.